# Белкина, Ольга Владимировна
О́льга Влади́мировна Бе́лкина (род. 23 августа 1990, Ленинград) — российская легкоатлетка, Мастер спорта международного класса.

## Карьера
На чемпионате Европы в 2012 году бегунья участвовала в забеге на 100 метров и в эстафете 4×100 метров. На стометровке в финале Белкина стала 5-й. В эстафете вместе с Евгенией Поляковой, Екатериной Кузиной и Екатериной Вороненковой она стала 4-й.
На Олимпиаде в Лондоне Ольга также принимала участие в беге на 100 метров и в эстафете. На 100 метрах она не смогла выйти в четвертьфинал, а в эстафетном беге россиянки Ольга Белкина, Наталья Русакова, Елизавета Савлинис и Александра Федорива стали 12-ми в полуфинале.